# Lydia Sklevicky
Lydia Sklevicky (née le 7 mai 1952 à Zagreb et morte le 21 janvier 1990 à Delnice) est une théoricienne féministe, historienne et sociologue croate. Elle est connue pour son rôle de pionnière d'apport féministe aux disciplines de l'histoire, de la sociologie et de l'anthropologie.

## Biographie
Lydia Sklevicky est née à Zagreb, en Yougoslavie (actuelle Croatie ) le 7 mai 1952 ,. Elle est diplômée de l'Université de Zagreb en 1976 avec une double spécialisation en sociologie et ethnologie et a ensuite travaillé pour l'Institut pour l'histoire du mouvement ouvrier en Croatie (Institut za historiju radničkog pokreta Hrvatske). Elle donne naissance à une fille en 1978. Sklevicky obtient sa maîtrise à Zagreb en sociologie de la culture en 1984. Elle est tuée dans un accident de voiture à Delnice, en Croatie, le 21 janvier 1990.

## Engagements
Sklevicky coordonne les premières réunions féministes à Zagreb à la fin des années 1970 et est l'une des fondatrices du groupe Femmes et société (Žena i društvo) en 1979. Elle est coordinatrice du groupe en 1982-1983 et se porte ensuite volontaire pour la ligne d'assistance SOS basée à Zagreb pour les femmes et les enfants maltraités. Avec Žarana Papić, elle co-édite le premier livre d'anthropologie féministe en Yougoslavie en 1983, intitulé « Vers une anthropologie de la femme » ( Antropologija žene ). À la fin des années 1980, elle est chroniqueuse pour le magazine féminin World (Svijet), abordant « de nombreux sujets dont l'avortement, le corps féminin, les sorcières et les féministes respectables ». Une collection posthume de son travail, y compris son thèse inachevée « Émancipation et organisation : le front des femmes antifascistes et le changement social post-révolutionnaire (République populaire de Croatie 1945-1953) » (Emancipacija i organizacija, Uloga Antifašističke fronte žena u postrevolucionarnim mijenama društva (NR Hrvatska 1945–1953)), est publié en 1996 dans Horses, Women, Wars  (Konji, žene, ratovi).